# 奥主一郎

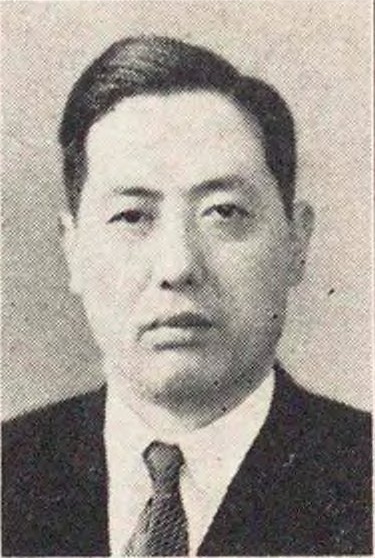
奥主一郎

奥 主一郎（奧、おく しゅいちろう、1894年（明治27年）9月12日 - 1976年（昭和51年）11月22日）は、大正から昭和期の実業家、政治家。貴族院多額納税者議員、参議院議員。

## 経歴
京都府出身。政治家・奥繁三郎の長男として生まれる。1919年（大正8年）慶應義塾大学部理財科を卒業した。同年、三井銀行に入行した。
以後、京都倉庫社長、京都瓦斯副社長、愛宕山鉄道監査役、渡良瀬水電監査役、帝国瓦斯協会（現日本ガス協会）参事、丸物百貨店取締役、山城八幡銀行取締役、安田火災海上保険（現損害保険ジャパン）取締役、大日本政治会京都支部幹事長などを務めた。
1942年（昭和17年）京都府多額納税者として補欠選挙で貴族院多額納税者議員に互選され、同年5月19日に就任し、交友倶楽部に属して活動し1947年（昭和22年）5月2日の貴族院廃止まで在任した。同年4月、第1回参議院議員通常選挙で京都地方区から日本自由党所属で出馬して当選（補欠、任期3年）し、参議院議員を1期務めた。この間、国民民主党に所属し、参議院決算委員長に在任した。
その他、日本証券取引所評議員、立命館大学理事、京都商工会議所常議員などを務め、1955年（昭和30年）京都取引所理事長に就任した。
1965年（昭和40年）秋の叙勲で勲三等旭日中綬章受章。
1976年（昭和51年）11月22日死去、82歳。死没日をもって従四位に叙されるに叙される。